# Зайко Максим Юрійович
Зайко Максим Юрійович — молодший сержант Збройних сил України.
8 серпня 2014 року — за особисту мужність і героїзм, виявлені у захисті державного суверенітету та територіальної цілісності України, вірність військовій присязі під час російсько-української війни, відзначений — нагороджений орденом «За мужність» III ступеня.